# Jūgō Tanjō! Kamen Raidā Zen'in Shūgō!!
Jūgō Tanjō! Kamen Raidā Zen'in Shūgō!! (10号誕生!仮面ライダー全員集合!! ¡El nacimiento del 10.º! ¡Todos los Kamen Rider juntos!?) es un especial de televisión de Kamen Rider que se emitió el 3 de enero de 1984 para celebrar el nacimiento de Kamen Rider ZX, el 10.º protagonista de la franquicia Kamen Rider.

## Argumento
Ryō Murasame es un piloto de aviones. Un día, mientras llevaba a su hermana a dar una vuelta sobre el Amazonas, un OVNI les derribó. Sobrevivieron, pero fueron capturados por el Imperio Badan. Su hermana fue asesinada, y él fue operado y convertido en un cyborg de combate al que llamaban ZX. El Imperio Badan le borró la memoria y trabajó como su agente maligno, pero no duró mucho. Sucedió un accidente que provocó que Ryō recuperara la memoria y escapara de Badan. Un año más tarde, Ryo comenzó su ataque a Badan justo cuando terminaban un arma apocalíptica, el Space Break System. En un ataque coordinado de todos los Kamen Rider anteriores, lograron impedir su puesta a punto, pero cuando llegó Ryo, pensó que los tres Kamen Rider que se encontró eran enemigos. Los demás Riders deben sacarle de su error para enfrentarse todos a la vez contra Badan.

## Personajes
- Ryō Murasame/Kamen Rider ZX (村雨 良／仮面ライダーZX Murasame Ryō/Kamen Raidā Zekurosu?): Es un piloto de aviones que vive con su hermana. Es impulsivo y se niega a confiar en los Riders veteranos cuando se encuentra con ellos. Tiene el cuerpo más cibernético entre todos los Kamen Rider hasta la fecha, con muchas habilidades ocultas que recuerdan a las de los ninjas, incluyendo shurikens y cadenas.
- Rumi Ichijō (一条 ルミ Ichijō Rumi?): Es la hija de un doctor que fue asesinado por Badan. Le da a Ryō un poco de paz.
- Dr. Hajime Kaidō (海堂 肇博士 Kaidō Hajime Hakase?): Es un amigo del padre de Ryō. Es investigador de bioquímica y profesor universitario, y un infatigable aliado de Ryō.
- Shizuka Murasame (村雨 しずか Murasame Shizuka?): Es una reportera en un periódico y la hermana mayor de Ryō. Mientras investiga con Ryō los rumores sobre un OVNI, fue capturada por Badan. Como descubrió su secreto, fue ejecutada en una silla eléctrica.
- Shiro Kazami/Kamen Rider V3 (風見 志郎／仮面ライダーV3, Kazami Shirō/Kamen Raidā Bui Surī):  Es el Rider más viejo que aparece sin su traje. Es el líder de la división japonesa de Rider Organization, mientras que Kamen Riders 1 y 2 están en América. Aparentemente, es el más fuerte de los Riders veteranos, ya que fue el único capaz de contener a ZX.
- Joji Yuki/Riderman (結城 丈二／ライダーマン, Yūki Jōji/Raidāman): El segundo Kamen Rider de mayor edad en el especial. Es el socio de V3 en el liderazgo de los Kamen Riders cuando los Kamen Riders 1 y 2 están fuera.
- Kazuya Oki/Kamen Rider Super-1 (沖 一也／仮面ライダースーパー1, Oki Kazuya/Kamen Raidā Sūpā Wan): El más joven de los Riders veteranos, intenta convencer a ZX de que se una a los Riders sin tener que luchar.

### Imperio Badam
El Imperio Badan (バダン帝国, Badan Teikoku) afirma ser el sucesor de todos los grupos anteriores que intentaron conquistar el mundo pero cayeron sin cumplir esa ambición. En el manga Kamen Rider Spirits, varias referencias infieren que el Imperio Badan fue creado en realidad por una entidad alienígena, y apoyó a grupos terroristas comenzando con Shocker trabajando en secreto para traer la verdadera forma de su líder a la Tierra. Badan más tarde resurge después de treinta años durante los eventos de Ressha Sentai ToQger contra Kamen Rider Gaim: Spring Break Combined Special y la película Heisei Riders vs. Shōwa Riders: Kamen Rider Taisen feat. Super Sentai.
- El Generalísimo de Badan (バダン総統, Badan Sōtō): Una calavera gigante que aparece después de la muerte del Embajador Darkness. Desaparece después de reírse de los diez Riders. El Dr. Kaidō dijo que es la energía de un espíritu maligno. En el manga, el líder se identifica como Gran Líder JUDO (大 首領 JUDO, Daishuryō JUDO), JUDO tiene una forma de Kamen Rider llamada Susanoo (スサノオ), una versión dorada de ZX con la capacidad de transformarse en nueve Shōwa Kamen Riders. Tiene su propio idioma, que puede obligar telepáticamente a otros a entender. Treinta años después, el Generalísimo de Badan reaparece nuevamente para conquistar el mundo, solo para ser derrotado por el ToQ-Oh Kyoryuzin feat. DenLiner.
- Embajador Darkness (暗闇 大使, Kurayami Taishi ): Es el líder del Imperio Badan y hermano del Embajador Hell de la organización Shocker. Es un hombre maníaco que está empeñado en conseguir lo que quiere. Él es quien ordenó que derribaran el avión de Ryo, matando así a su hermana mayor. Es destruido por el ZX Kick de Kamen Rider ZX. En el manga, se transforma en Southern Cross (サザンクロス, Sazan Kurosu), que es un monstruo con cuernos en forma de turbante.
- Eisuke Mikage / Tigeroid (三影英介／タイガーロイド, Mikage Eisuke / Taigāroido): Es un cyborg que es capaz de producir una amplia variedad de artillería de su cuerpo y tiene atributos y habilidades iguales a Ryo, pensando que el poder es justicia. En el manga, originalmente es un oficial de Interpol. Fue destruido por el ZX Kick de Kamen Rider ZX.

## Reparto
- Ryō Murasame:Shun Sugata
- Shiro Kazami: Hiroshi Miyauchi
- Joji Yuki: Takehisa Yamaguchi
- Kazuya Oki: Shunsuke Takasugi
- Eisuke Mikage/Jigokuroid: Tetsuya Nakayashiki
- Ambassador Darkness: Kenji Ushio
- Dr. Hajime Kaidō: Eiji Karasawa
- Dr. Itō: Kaneomi Ōya
- Rumi Ichijō: Yumiko Miyake
- Shizuka Murasame: Toshie Fukushima
- Kamen Rider 2: Takeshi Sasaki
- Kamen Rider 1: Michihiro Ikemizu
- Kamen Rider X: Keisuke Yamashita
- Skyrider: Tetsuya Kaji
- Kamakiroid: Kazuo Niibori
- Presidente de Badan: Goro Naya
- Narrador: Shinji Nakae

- Datos: Q3276352